# Campo Charro

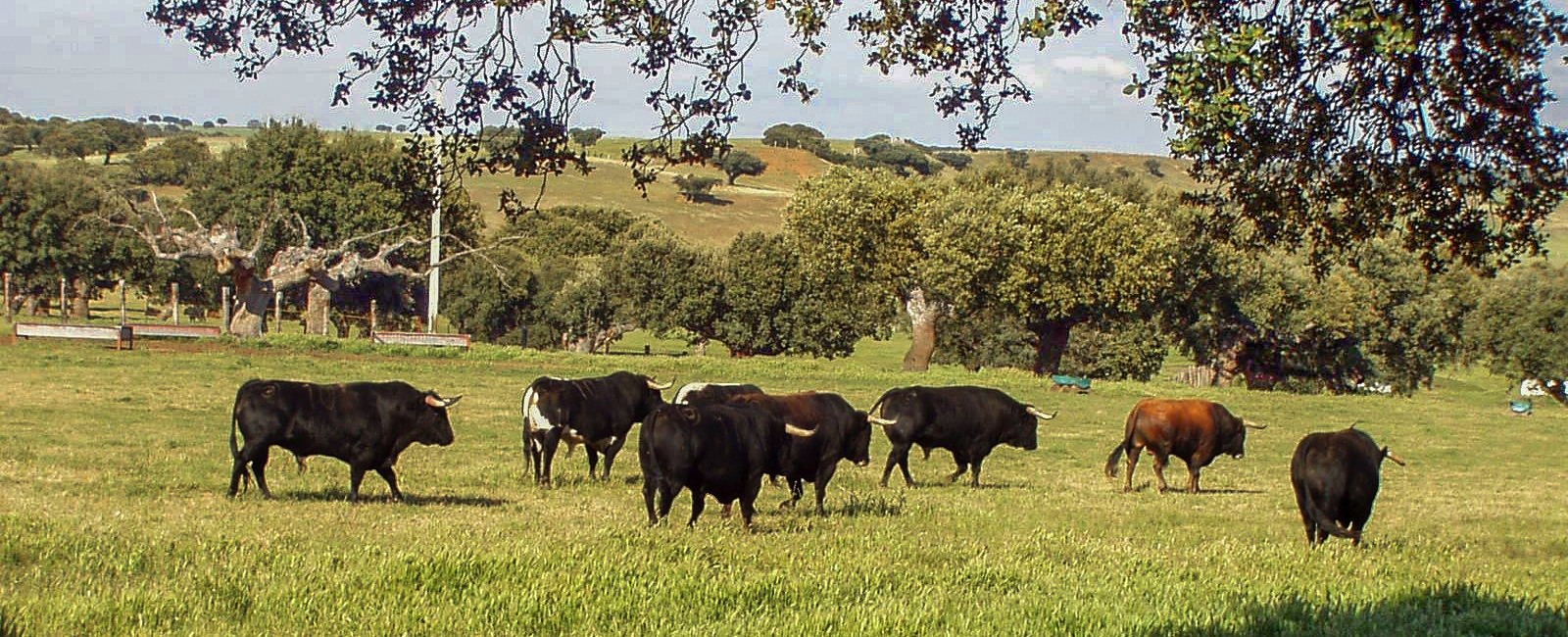
Toros no montado.

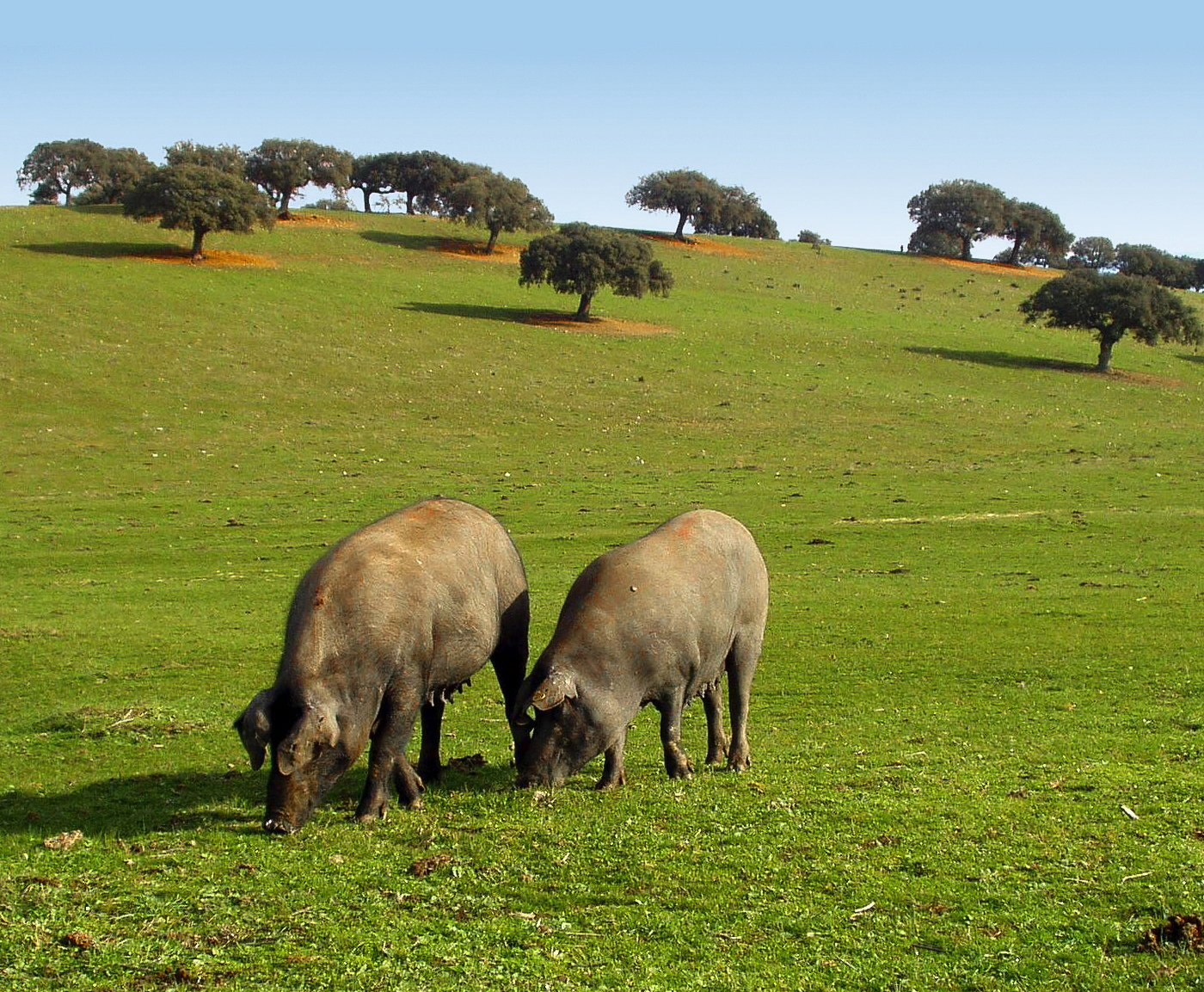
Porcos em Villalba de los Llanos.

Campo Charro é o nome sob o que conhece-se uma parte da província de Salamanca, na comunidade autónoma de Castela e Leão, Espanha. Muitas vezes confunde-se com o Campo de Salamanca, a comarca situada no centro deste território. Antigamente eram o mesmo, mas com os anos o primeiro termo está a utilizar-se para denominar quase toda a província e é que ainda que na atualidade o gentílico salamanquense tem passado a tornar-se sinônimo de charro, no campo geográfico o correto é falar de Campo Charro para se referir ao montado salamanquense.

## Campo de Salamanca
O Campo de Salamanca (também conhecido como Campo Charro) é uma comarca da província de Salamanca, em Castela e Leão, Espanha. Os seus limites não se correspondem com uma divisão administrativa, mas com uma demarcação histórico-tradicional e geográfica.

### Demarcação
Compreende 42 concelhos: Aldeatejada, Aldehuela de la Bóveda, Arapiles, Barbadillo, Barbalos, Berrocal de Huebra, Buenamadre, Calvarrasa de Abajo, Calvarrasa de Arriba, Calzada de Don Diego, Canillas de Abajo, Carbajosa de la Sagrada, Carrascal de Barregas, Carrascal del Obispo, Doñinos de Salamanca, El Pino de Tormes, Florida de Liébana, Galindo y Perahuy, Garcirrey, La Sagrada, Las Veguillas, Machacón, Matilla de los Caños del Río, Miranda de Azán, Monterrubio de la Sierra, Morille, Mozárbez, Narros de Matalayegua, Parada de Arriba, Pelabravo, Pelarrodríguez, Robliza de Cojos, Salamanca, San Muñoz, San Pedro de Rozados, Sanchón de la Sagrada, Santa Marta de Tormes, Tamames, Tejeda y Segoyuela, Vecinos, Villagonzalo de Tormes e Villalba de los Llanos. Também Muñoz pertence a esta comarca mesmo que atualmente inclui-se no concelho de La Fuente de San Esteban, que pertence ao Campo de Yeltes (Comarca de Cidade Rodrigo).